# Ophrys viglioneorum
Ophrys viglioneorum är en orkidéart som beskrevs av Pierre Delforge. Ophrys viglioneorum ingår i ofryssläktet, och familjen orkidéer. Inga underarter finns listade i Catalogue of Life.